# Maarten Kroeze
Maarten Job Kroeze (1970) is een Nederlands jurist die sinds 2022 vicepresident van de Hoge Raad der Nederlanden is.
Kroeze studeerde rechtsgeleerdheid aan de Universiteit Utrecht van 1989 tot 1994, waar hij aansluitend begon te werken aan een proefschrift. Van 1994 tot 1998 was hij ook universitair docent handels- en ondernemingsrecht aan de Universiteit Utrecht; daarna werd hij advocaat bij Pels Rijcken & Droogleever Fortuijn te Den Haag. Op 14 april 2004 promoveerde hij bij Peter van Schilfgaarde cum laude op het proefschrift Afgeleide schade en afgeleide actie.
Na zijn promotie verliet hij de advocatuur en werd hij benoemd tot hoogleraar ondernemingsrecht aan de Erasmus Universiteit Rotterdam, waar hij op 28 oktober 2005 zijn oratie hield getiteld Bange bestuurders. In 2009 werd Kroeze op 38-jarige leeftijd tot decaan van de rechtenfaculteit werd benoemd, als opvolger van Marc Loth; daarvoor was hij reeds onderzoeksdecaan geweest. Kroeze schreef onder andere het nieuwe deel 2-I van de Asser-serie, De rechtspersoon.
Op 1 juni 2016 werd Kroeze door de Hoge Raad aanbevolen voor benoeming tot raadsheer in civiele kamer met ingang van 1 september 2016; de Tweede Kamer nam de aanbeveling over op haar voordracht van 9 juni Op 12 november 2021 stemde de ministerraad in met de benoeming van Kroeze tot vicepresident van de Hoge Raad met ingang van 1 januari 2022, als opvolger van Kees Streefkerk die met pensioen ging. Hij werd als raadsheer opgevolgd door Karlijn Teuben.
Bestuur van de Hoge Raad:
G. de Groot (president) · M.V. Polak · M.J. Kroeze ·  V. van den Brink · J. de Hullu · R.J. Koopman · M.E. van Hilten (vicepresidenten)

Eerste kamer:
G. de Groot · 
M.V. Polak · 
M.J. Kroeze (vzrs.) · 
A.E.B. ter Heide ·
F.J.P. Lock · 
G.C. Makkink · 
C.E. du Perron · 
F.R. Salomons · 
S.J. Schaafsma · 
C.H. Sieburgh · 
T.H. Tanja-van den Broek · 
K. Teuben · 
H.M. Wattendorff

Tweede kamer:
V. van den Brink · 
M.J. Borgers (vzrs.) · 
Y. Buruma · 
C. Caminada · 
J.C.A.M. Claassens · 
C.N. Dalebout · 
T. Kooijmans · 
M. Kuijer · 
A.E.M. Röttgering ·
A.L.J. van Strien ·
T.B. Trotman

Derde kamer:
M.E. van Hilten · 
J.A.R. van Eijsden (vzrs.) · 
M.T. Boerlage ·
P.A.G.M. Cools ·
E.F. Faase · 
M.W.C. Feteris · 
M.A. Fierstra · 
R.J. Koopman ·
E.N. Punt ·
A.E.H. van der Voort Maarschalk · 
J. Wortel

J.E.M. Polak (i.b.d.) · 
H.G. Sevenster (i.b.d.) · 
C.J. Borman (i.b.d.)

Parket:
F.W. Bleichrodt (procureur-generaal) · 
M.H. Wissink (plv. procureur-generaal) · 

Advocaten-generaal civiel:
B.F. Assink · 
R.H. de Bock · 
B.J. Drijber · 
T. Hartlief · 
F.F. Langemeijer (i.b.d.) · 
S.D. Lindenbergh · 
M.L.C.C. Lückers · 
G.R.B. van Peursem · 
E.B. Rank-Berenschot · 
G. Snijders · 
W.L. Valk · 
P. Vlas · 
E.M. Wesseling-van Gent 

Advocaten-generaal straf:
D.J.C. Aben · 
P.M. Frielink · 
A.E. Harteveld · 
E.J. Hofstee · 
B.F. Keulen · 
D.J.M.W. Paridaens · 
T.N.B.M. Spronken · 
P.C. Vegter (i.b.d.)

Advocaten-generaal belasting:
C.M. Ettema · 
R.L.H. IJzerman · 
R.E.C.M. Niessen · 
P.J. Wattel